# Agavotaguerra
Gli Agavotaguerra (o anche Agavotokueng) sono un gruppo etnico del Brasile che ha una popolazione stimata in circa 100 individui. Questo gruppo etnico parla la lingua Agavotaguerra (codice: AVO) ed è principalmente di fede animista.
Vivono nel Mato Grosso, tra i fiumi Curisevo e Culuene. Hanno contatti con i Yawalapiti e i Wauja.